# Мериан, Мария Сибилла
Мари́я Сиби́лла Ме́риан (нем. Maria Sibylla Merian; 2 апреля 1647, Франкфурт-на-Майне, Германия — 13 января 1717, Амстердам, Нидерланды) — немецкий живописец, гравёр, книжный иллюстратор, энтомолог. Специализировалась на изображении цветов, плодов и животных.

## Жизнь и творчество
Дочь швейцарского гравёра Маттеуса Мериана Старшего, работавшего в Германии, и его второй жены Сибиллы Хайн. Её брат Маттеус Мериан Младший — также художник.
Фактически образованием и воспитанием Марии Сибиллы занимался второй муж её матери — художник Якоб Маррель, который первым заметил талант падчерицы и стал учить её рисованию.
После обучения живописи и гравюре у Марреля и другого мастера «цветочных» натюрмортов, Абрахама Миньона, работала вместе со своим мужем, немецким художником Иоганном Андреасом Граффом. Супруги проживали в Нюрнберге и Амстердаме.
В нюрнбергский период Мария Сибилла создала невыгорающие и водостойкие красители и в своей мастерской начала расписывать скатерти. Украшенные цветами, птицами, травами, деревьями изделия прекрасно смотрелись с обеих сторон ткани и, благодаря свойствам красок, не смывались при стирке и не выгорали на солнце.
В 1674 году Мария Сибилла приступила к систематическому научному исследованию насекомых. Обнаружив, что всё в мире подвержено неожиданным превращениям, она стала готовить работу «Книга о гусеницах».
В 1677 году по просьбам жительниц Нюрнберга научить их искусству вышивания Мария Сибилла издала в типографии отца альбом с собственными иллюстрациями — пособие цветочных узоров, так называемый флорилегий «Книга цветов» с раскрашенными ручным способом гравюрами цветов.
В 1685 году поселилась с двумя дочерьми в лабадистской общине — одной из многочисленных сект, порожденных Реформацией. Пребывание в замке Валта на западе Нидерландов использовала для углубления своего образования.
В 1699—1701 годах совершила поездку в Суринам, в ходе которой наблюдала и описывала местную флору и фауну. За два года пребывания в Суринаме Мария Сибилла собрала богатую коллекцию насекомых, гусениц, бабочек, долгое время являвшуюся наиболее полным энтомологическим обозрением по Южной Америке.
В 1705 году издала книгу «Metamorphosis insectorum surinamensium», посвящённую суринамским насекомым.
Умерла в 1717 году в Амстердаме после двух лет тяжёлой болезни, оставив двух дочерей:
- Доротея Мария Генриетта Гзелль (1678—1743), художница, жена Георга Гзелля;
- Йоханна Хелена Херольт (1668 — ок. 1723) — нидерландская художница немецкого происхождения.

Во время своего второго европейского путешествия царь Петр I увидел в Амстердаме работы художницы — акварели, гравюры с изображением экзотических насекомых, растений, минералов — и приобрёл альбом с 285 рисунками Мериан за три тысячи гульденов. Ныне этот альбом хранится в Кунсткамере.

Примеры иллюстраций Мериан из книги Metamorphosis insectorum surinamensium
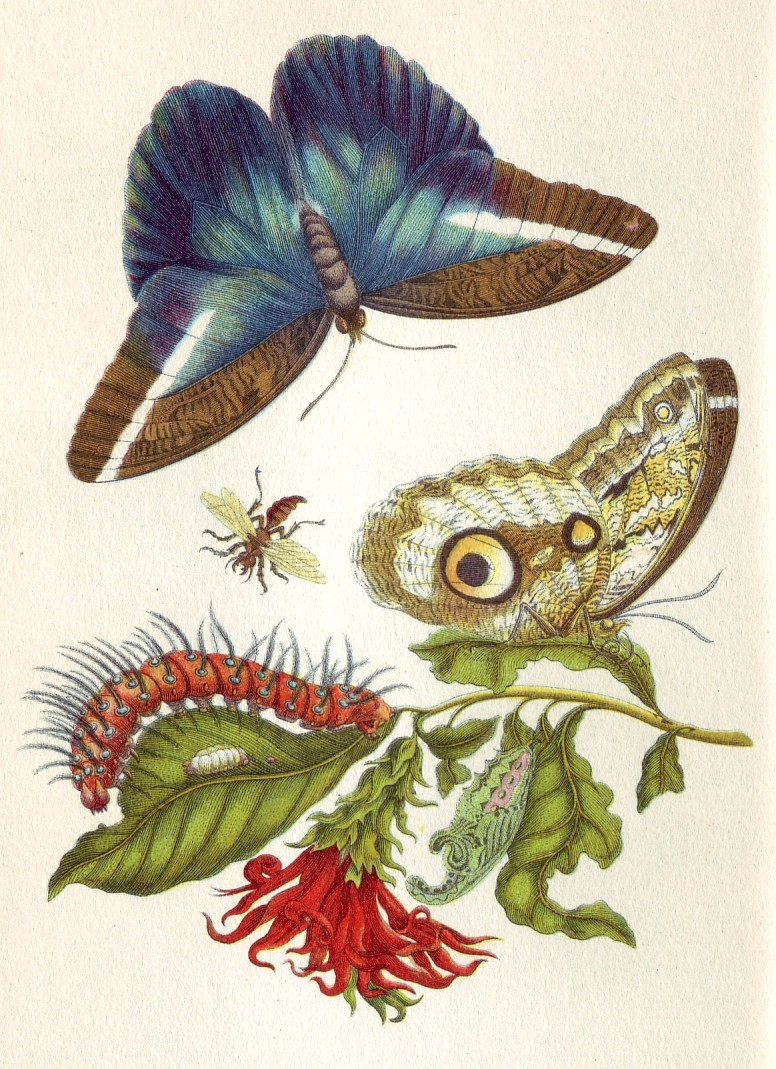
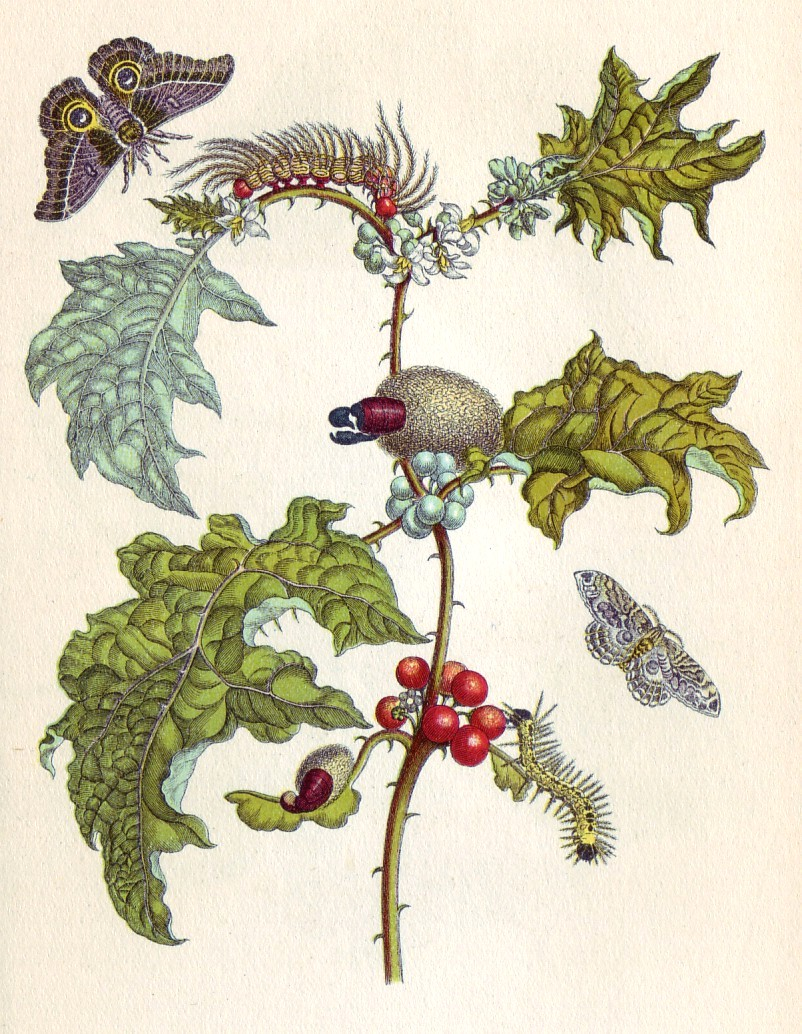
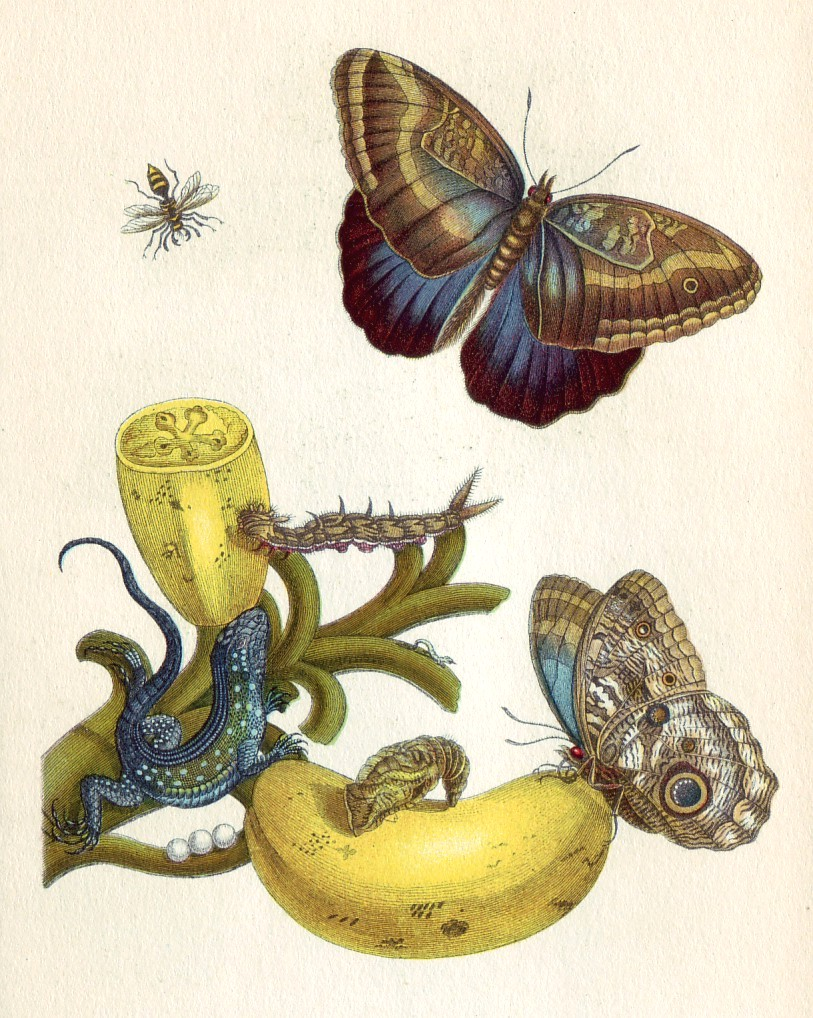
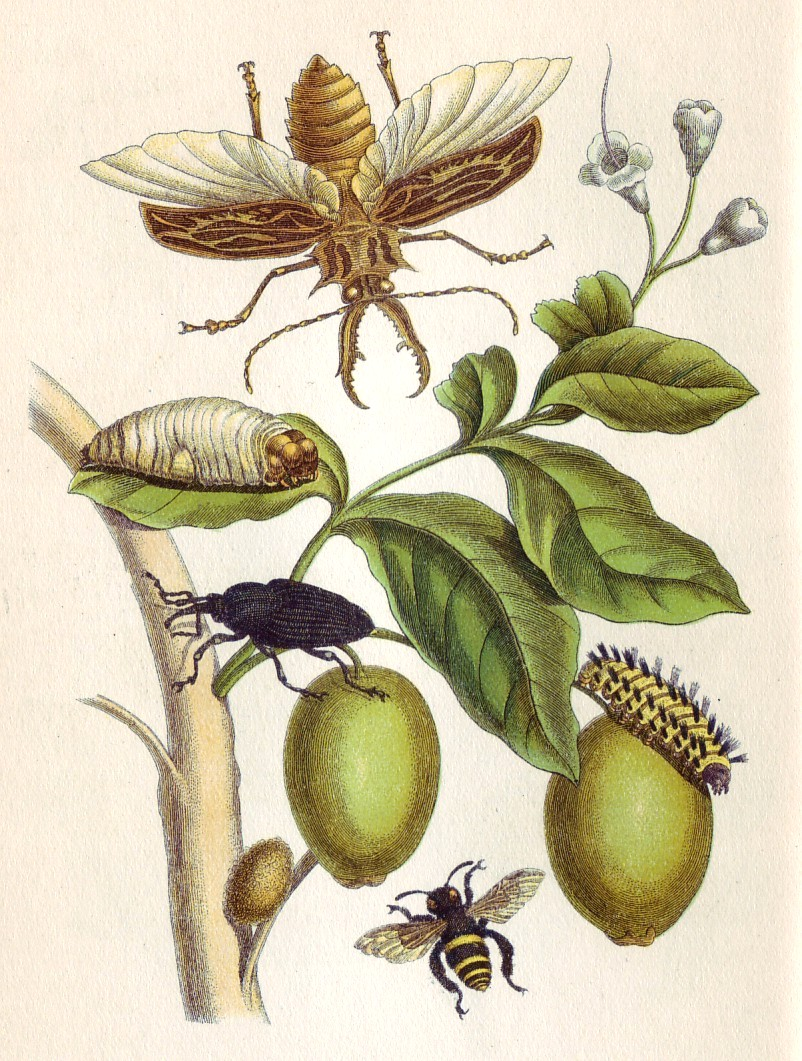
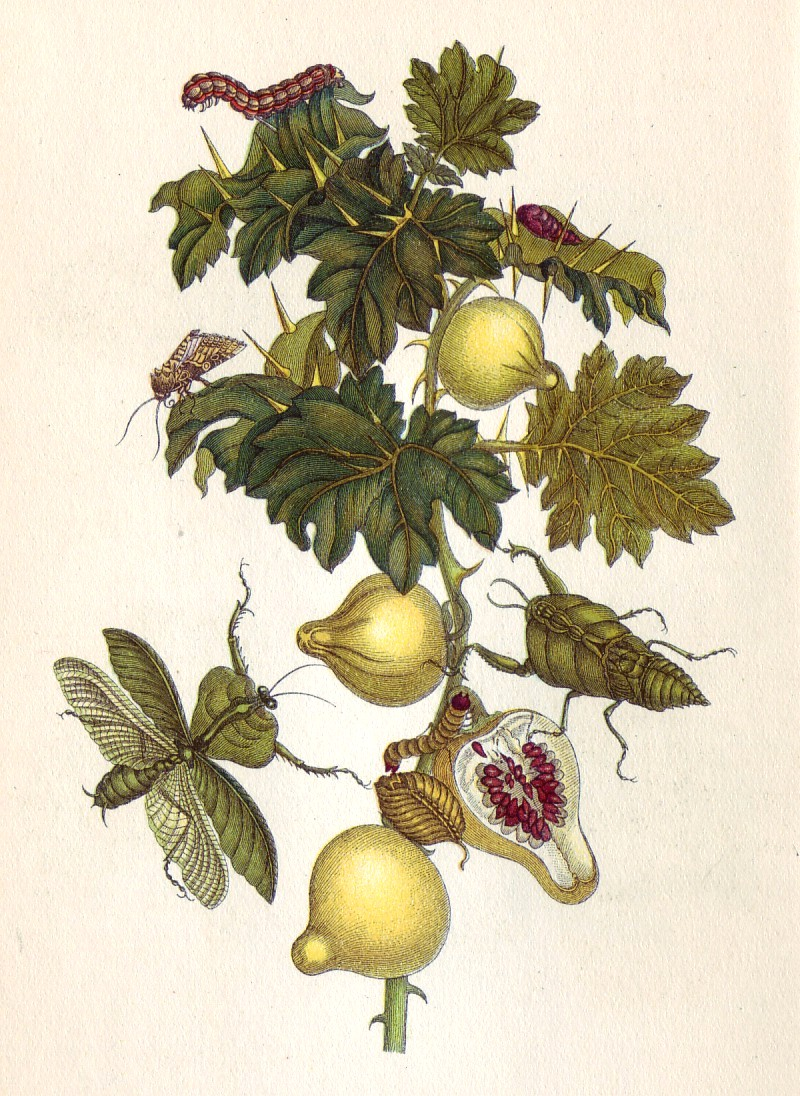
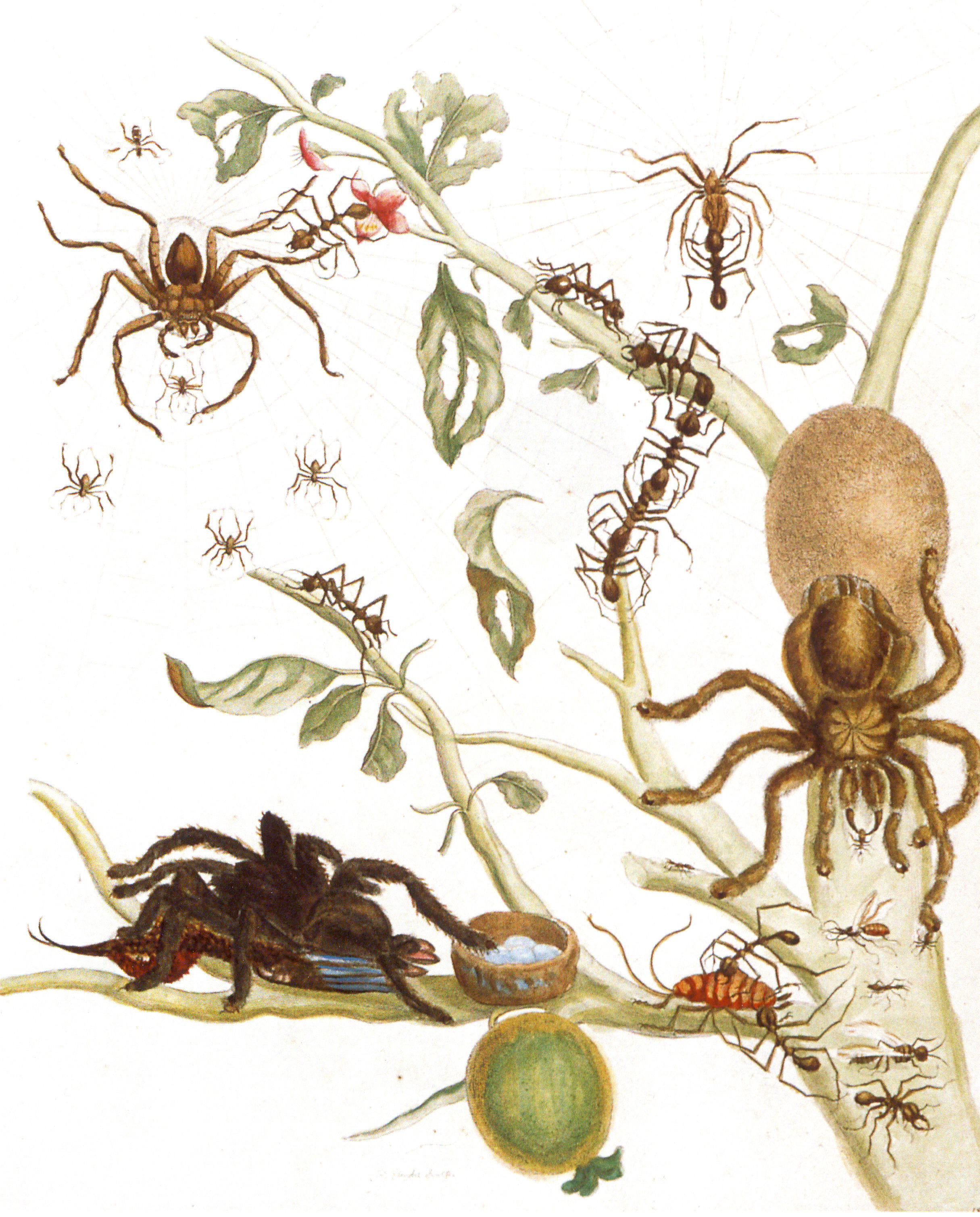
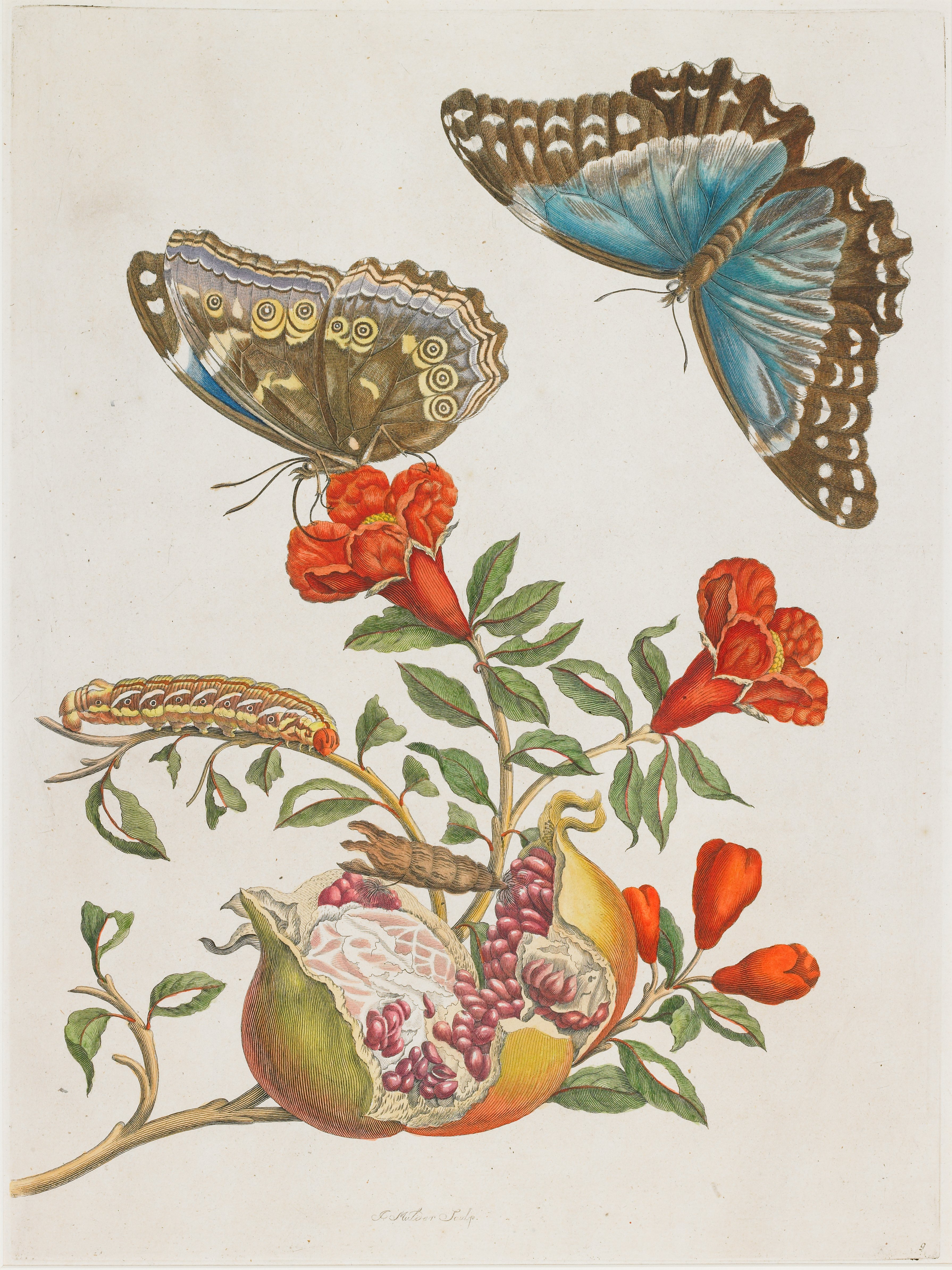

## Память
- Изображение М. С. Мериан было помещено на банкноту в 500 марок, имевшую хождение в ФРГ в период с 1992 по 2002 год, вплоть до введения в обращение в этой стране евро.
- В честь М. С. Мериан было названо одно из немецких многоцелевых научно-исследовательских судов — «Мария С. Мериан».
- Розалинд Палермо Стивенсон в 2007 году опубликовала повесть «Сны насекомых» (Insect Dreams) о путешествии Марии-Сибиллы в Суринам[8].
- Фигуре художницы также уделено много внимания в работе Н. З. Дэвис «Дамы на обочине. Три женских портрета XVII века».